# Saint-Étienne-de-Tinée (tổng)
Tổng Saint-Étienne-de-Tinée là một tổng của Pháp. Tổng này nằm ở tỉnh Alpes-Maritimes trong vùng Provence-Alpes-Côte d'Azur.

## Các đơn vị hành chính
Tổng Saint-Étienne-de-Tinée bao gồm các xã Saint-Étienne-de-Tinée, Isola và Saint-Dalmas-le-Selvage.

## Lịch sử
| Ngày bầu cử                                                    | Tên                  | Đảng    | Tư cách                               |
| -------------------------------------------------------------- | -------------------- | ------- | ------------------------------------- |
| Jean Pascal là ủy viên hội đồng đầu tiên của tổng Roquesteron. |                      |         |                                       |
| 1988                                                           | M. Jean Pascal       | SE      |                                       |
| 1994                                                           | M. Paul Ollié        | RPR-UDF | Thị trưởng của Saint-Étienne-de-Tinée |
| 2001                                                           | M. Christian Estrosi | UMP     | Président du Conseil Général          |
| 2008                                                           | M. Christian Estrosi | UMP     | Thị trưởng của Nice                   |

## Biến động dân số
| 1882                                         | 1926 | 1962 | 1968 | 1975 | 1982 | 1990 | 1999  |
|                                              |      |      |      |      |      |      | 2 177 |
| -------------------------------------------- | ---- | ---- | ---- | ---- | ---- | ---- | ----- |
| Số liệu từ năm 1990: Dân số không tính trùng |      |      |      |      |      |      |       |